# ستيف ويلكيرسون
ستيف ويلكيرسون (بالإنجليزية: Steve Wilkerson)‏ هو لاعب كرة قاعدة أمريكي، ولد في 11 يناير 1992 في روزويل في الولايات المتحدة.

## روابط خارجية
- ستيف ويلكيرسون على موقع دوري كرة القاعدة الرئيسي (الإنجليزية)
- ستيف ويلكيرسون على موقعبيزبول رفرنس.كوم (الدوري الرئيسي) (الإنجليزية)
- ستيف ويلكيرسون على موقعبيزبول رفرنس.كوم (الدوري الثانوي) (الإنجليزية)
- ستيف ويلكيرسون على موقع إي إس بي إن.كوم (أم.أل.بي) (الإنجليزية)
- ستيف ويلكيرسون على موقع مشجعي الرسوم البيانية (الإنجليزية)